# 夜に咲く花
『夜に咲く花』（よるにさくはな、朝: 밤에 피는 꽃、英: Knight Flower）は、韓国MBCにて2024年1月12日から2月17日まで放送されたテレビドラマ。原作は同名のウェブ漫画。夜になると塀を越える15年も節操を守った寡婦と禁衛営の若き従事官が繰り広げるロマンティック・コメディアクション時代劇。日本での放送は未定。
最終話ではMBC金土ドラマ史上最高視聴率となる18.4%を記録した。

## あらすじ
朝鮮最高の両班に嫁いだものの、一夜にして寡婦になってから15年も節操を守ったチョ・ヨファは夜は力のない者たちを助ける覆面武者として二重生活を送る。この日は少女コンニム（チョン・イェナ）は父が家財を売って賭けをし、負けたためコンニム達が身売りされるのを助けようとしていた。コンニムの父が行った賭博場に忍び込むヨファはイケメン従事官のパク・スホ（イ・ジョンウォン）と偶然出会う。スホは一目でヨファが女性であることを知り戸惑うが、ヨファはその場を逃げ切り、難局を乗り越える。
一夜明け、高官夫人達の茶会に姑のユ・クムオク（キム・ミギョン）から誘いを受け、ヨファも同行することに。茶会に参加する束の間にヨファが茶会で水墨画の腕前を披露する羽目に陥る。ヨファは水墨画が苦手で侍女のヨンソン（パク・セヒョン）がヨファのふりをして、描いていた。行首のチャン・ソウン（ユン・サボン）が墨汁をヨファに飛ばし、何とかその場を切り抜ける。義母は騙されたショックで体調を崩し、ヨファは10日間断食すると許しを請ったが、聞いてもらえなかった。

## キャスト

### 主要人物
チョ・ヨファ
演：イ・ハニ（若年期：ムン・スンユ）
昼は烈女、夜は貧しい人々を助ける覆面武者としての二つの顔を持つ寡婦。
賭博の父に苦しめられている少女を助けるために忍び込んだ矢先でスホと出会い、自身の素性が明かされてしまうと警戒する。
パク・スホ
演：イ・ジョンウォン
禁衛営の従事官。
優れた武術と美貌を持つが、剛性な性格である。ヨファと一夜に偶然出会ったことで秘密を知ってしまう。
ソク・ジソン
演：キム・サンジュン
左議政（チャイジョン）でヨファの舅。
外見は暖かい父を演じているが、裏では自身の地位を揺るがす者を排除する冷酷な性格。
パク・ユンハク
演：イ・ギウ
スホの兄で承政院左副承旨（チャプスンジ）。
スホを命の危機から守るため、冷たく接している。先王の事件を暴こうと奮闘する。
ヨンソン
演：パク・セヒョン
ヨファの侍女。
両親との死別後に飢えた状態であったところをヨファに助けられて以来、片時もヨファの傍を離れない。

### その他の人物
チャン・ソウン
演：ユン・サボン
200年の歴史を持つファジョン商団の団主で、妓楼「明道閣」を経営している。
夜の顔を持つヨファの活動を支援する。
ファリュ
演：イ・ウジェ
ソウンの右腕。
かつて孤独で両親に捨てられた時にヨファに助けられた。
コンニム
演：チョン・イェナ
ヨファに助けれてもらった少女。
ユ・クムオク
演：キム・ミギョン
ヨファの姑。
息子亡き後、嫁のヨファを冷たく接しているものの大切に思っている。
ソク・ジョン
演：オ・ウィシク
ヨファの元夫。

## スタッフ
- 脚本： イ・セム、チョン・ミョンイン
- 演出：チャン・テユ、チョ・ジョンイン、イ・チャンウ
- 音楽：チョン・チャンヨプ
- 製作：MBC

## 視聴率
| 2024年     | 2024年     | 2024年               | 2024年           | 2024年           |
| Ep         | 放送日     | 副題                 | AGB 視聴率       | AGB 視聴率       |
| Ep         | 放送日     | 副題                 | 大韓民国（全国） | ソウル（首都圏） |
| ---------- | ---------- | -------------------- | ---------------- | ---------------- |
| 第1話      | 1月12日    | 本家と分家の間       | 7.9%             | 7.7%             |
| 第2話      | 1月13日    | 顔のない女性         | 8.2%             | 7.9%             |
| 第3話      | 1月19日    | どこか見たように     | 10.8%            | 11.0%            |
| 第4話      | 1月20日    | 誰にも秘密はある     | 7.9%             | 7.7%             |
| 第5話      | 1月26日    | 朝鮮男女の商団       | 11.4%            | 12.0%            |
| 第6話      | 1月27日    | あなたが眠っている間 | 12.5%            | 12.5%            |
| 第7話      | 2月2日     | 背中の下が暗い       | 13.1%            | 12.7%            |
| 第8話      | 2月3日     | 偶然のように運命     | 12.6%            | 12.1%            |
| 第9話      | 2月9日     | 真実または偽         | 11.0%            | 10.3%            |
| 第10話     | 2月10日    | 少し近い             | 12.9%            | 12.1%            |
| 第11話     | 2月16日    | 風の前のランタン     | 15.4%            | 14.7%            |
| 第12話     | 2月17日    | 夜に咲く花           | 18.4%            | 18.1%            |
| 平均視聴率 | 平均視聴率 | 平均視聴率           | 11.8%            | 11.6%            |